# John Bach
John Bach (* 5. Juni 1946 in Wales, Vereinigtes Königreich) ist ein walisischer Schauspieler.

## Leben
John Bach wurde in Wales im Vereinigten Königreich geboren. Er zog 1972 nach Neuseeland, wo er seine meisten Filme dreht, unter anderem auch Blutiger Schwur, Der Kampfkoloß, Der Herr der Ringe: Die zwei Türme, Der Herr der Ringe: Die Rückkehr des Königs und Herkules (Mini-Serie). Er zeichnete sich allerdings auch aus durch die Krimiserie Duggan in der Rolle des Detective Inspektor „John Duggan“, in der Seifenoper Close to home und in der Serie Farscape. Er drehte auch neuseeländische Filme wie: Utu, Carry Me Back, Mach’s gut, Pork Pie, Old Scores und Ohne jeden Zweifel.